# The Flight of the Phoenix
The Flight of the Phoenix is een Amerikaanse avonturenfilm van Robert Aldrich die werd uitgebracht in 1965.
Het scenario is gebaseerd op de gelijknamige roman (1964) van Elleston Trevor.

## Verhaal
Kort na het opstijgen stelt piloot Frank Towns vast dat zijn boordradio niet meer werkt. Omdat de laatste vlieggegevens waarover hij beschikt gunstig zijn beslist hij door te gaan met de vlucht boven de Libische Woestijn. Aan boord bevinden zich navigator Lew Moran, enkele oliewerkers en twee militairen. Maar een vreselijke zandstorm steekt onverwachts op. De motoren vallen een voor een uit en het vliegtuig stort neer in de duinen. 
Wanneer het de overlevende passagiers daagt dat ze niet moeten rekenen op hulp raken de gemoederen verhit. Iedereen beseft dat het water moet worden gerantsoeneerd. Een van de passagiers, vliegtuigontwerper Heinrich Dorfmann, komt op het idee met de brokstukken van het wrak een nieuw vliegtuig te bouwen.

## Rolverdeling
| Acteur               | Personage            |
| -------------------- | -------------------- |
| James Stewart        | kapitein Frank Towns |
| Hardy Krüger         | Heinrich Dorfmann    |
| Richard Attenborough | Lew Moran            |
| Peter Finch          | kapitein Harris      |
| Ernest Borgnine      | Trucker Cobb         |
| Ian Bannen           | Ratbags Crow         |
| Ronald Fraser        | sergeant Watson      |
| Christian Marquand   | dokter Renaud        |
| Dan Duryea           | Standish             |
| George Kennedy       | Mike Bellamy         |
| Gabriele Tinti       | Gabriel              |